# Tricarpelema glanduliferum
Tricarpelema glanduliferum är en himmelsblomsväxtart som först beskrevs av J. Joseph och Rolla Seshagiri Rao, och fick sitt nu gällande namn av Rolla Seshagiri Rao. Tricarpelema glanduliferum ingår i släktet Tricarpelema och familjen himmelsblomsväxter. Inga underarter finns listade.